# Francesca Braggiotti
Francesca Braggiotti (Firenze, 17 ottobre 1902 – Marbella, 25 febbraio 1998) è stata una danzatrice e attrice italiana.
Sposata a John Davis Lodge, lasciò la carriera artistica dopo che il marito, anche lui attore, intraprese una carriera politica che lo portò a diventare governatore e poi ambasciatore.

## Biografia

Francesca Braggiotti (Sofonisba) ai piedi di Fosco Giachetti (Massinissa) in una scena di "Scipione l'Africano" (1937)

Figlia di un tenore italiano nato a Smirne e di una mezzosoprano di Boston, entrambi convertiti al buddismo, fu la secondogenita di otto fratelli e sorelle, tutti destinati al successo in campo artistico.
Cominciò la sua carriera come ballerina, formando il duo "Braggiotti Sisters" insieme alla sorella Berta. Il duo ebbe un successo travolgente nella Boston del primo dopoguerra; ecco alcune recensioni: «Due sorelle poliglotte straordinariamente attraenti e di talento, chiamate Berta e Francesca Braggiotti, furono il più grande avvenimento della società Bostoniana da quando Jack Gardner fumò una sigaretta in pubblico e costruì la Fenway Court».
Francesca e sua sorella Berta aprirono uno studio di danza sopra la Caserma dei Vigili del Fuoco di Brookline. Per una esibizione pubblica, sponsorizzata dall'esclusivo "Vincent Club", il sindaco fu interpellato sui limiti della pubblica decenza, in quanto aveva autorizzato a fini artistici i loro costumi, pur essendo troppo ridotti per essere ammessi in una spiaggia pubblica.
Amy Lowell rimase talmente incantata che compose un'ode poetica in onore di Francesca; Isabella Steward Gardner le scritturò per una esibizione privata al Fenway Court. La scuola di danza delle Braggiotti Sisters, oltre ad essere la più costosa e richiesta dell'epoca, fu la prima a introdurre a Boston il movimento espressionista nella danza e una nuova visione della salute e della bellezza.

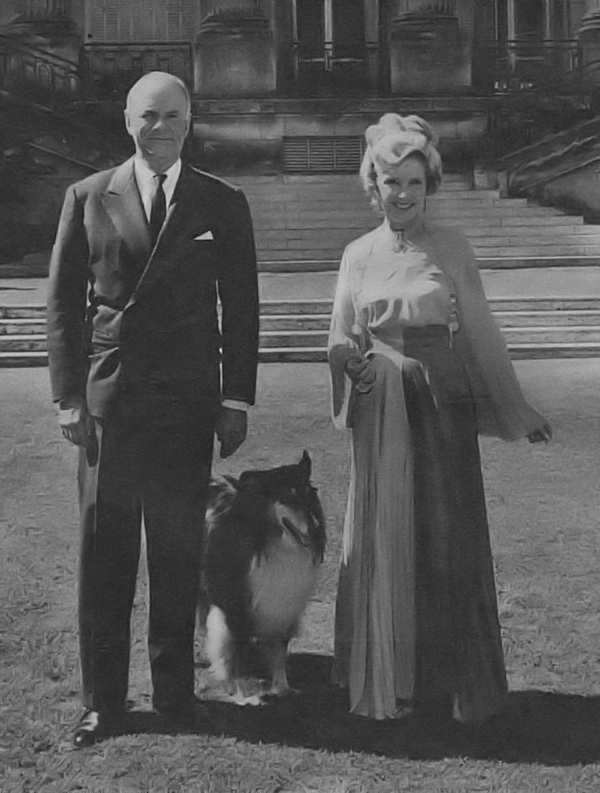
Francesca Braggiotti e John Lodge nel 1971

Dopo la prematura scomparsa della sorella maggiore (1928), Francesca passò al cinema e al doppiaggio. Ha recitato in: Rasputin e l'imperatrice (1932), Piccole donne (1933), Scipione l'Africano (1937), Stasera alle undici (1937). Il 6 luglio 1929 sposò l'attore John Lodge, dal quale ebbe due figlie e insieme al quale recitò in Piccole donne e Stasera alle undici.
Residente ad Hollywood, quando i doppiaggi venivano ancora eseguiti lì fu scelta da Louis B. Mayer, fondatore della Metro-Goldwyn-Mayer, come doppiatrice ufficiale di Greta Garbo, poiché ritenne che la sua voce somigliasse molto a quella della diva svedese; fu infatti lei a pronunciare la battuta, divenuta celebre, «Dammi una sigaretta» nel film Mata Hari di George Fitzmaurice (1931). Ha doppiato l'attrice svedese anche in Cortigiana, Grand Hotel e Come tu mi vuoi. Ma stranamente fu doppiata nei suoi soli due film italiani su un totale di quattro che fece.
Francesca Braggiotti si ritirò dall'attività artistica dopo l'ingresso in politica del marito, che fu eletto, per il Partito Repubblicano, governatore del Connecticut dal 1951 al 1955, nonché agente diplomatico e ambasciatore in Spagna, Argentina e Svizzera.
Il 23 febbraio 1949 il Presidente della Repubblica Luigi Einaudi le ha conferito la Croce di Cavaliere dell'Ordine della Stella della Solidarietà Italiana.

## Filmografia
- Rasputin e l'imperatrice di Richard Boleslawski e Charles Brabin (1932)
- Piccole donne (Little Women), regia di George Cukor (1933)
- Scipione l'Africano, regia di Carmine Gallone  (1937)
- Stasera alle undici, regia di Oreste Biancoli (1937)

### Doppiatrici
- Giovanna Scotto in Scipione l'Africano
- Andreina Pagnani in Stasera alle undici